# (5006) Teller
(5006) Teller est un astéroïde de la ceinture principale.

## Description
(5006) Teller est un astéroïde de la ceinture principale. Il fut découvert le 5 avril 1989 à l'observatoire Palomar par Eleanor Francis Helin. Il présente une orbite caractérisée par un demi-grand axe de 3,18 UA, une excentricité de 0,07 et une inclinaison de 7,6° par rapport à l'écliptique.
Il est nommé d'après le physicien américano-hongrois Edward Teller.

## Compléments